# Romeo Vermant
Romeo Vermant (Gelsenkirchen, 24 gennaio 2004) è un calciatore belga, attaccante del Club Bruges.

## Biografia
È nato in Germania nel periodo in cui il padre, l'ex calciatore Sven Vermant, giocava per lo Schalke 04.

## Carriera

### Club
Vermant è cresciuto nel settore giovanile del Club Bruges, ed ha debuttato con la squadra riserve del club nerazzurro il 22 gennaio 2021 nell'incontro di Challenger Pro League perso 3-1 contro il Lierse Kempenzonen. Ha segnato il suo primo gol il 21 marzo seguente contro il Deinze.
Il 5 gennaio 2022 ha firmato il suo primo contratto professionistico ed il 18 marzo 2023 ha debuttato in prima squadra nell'incontro di Pro League perso 1-0 contro il Kortrijk. Utilizzato di rado nella prima parte della stagione successiva, il 22 gennaio 2024 è stato ceduto in prestito al Westerlo.

### Nazionale
Ha giocato nelle nazionali giovanili belghe Under-16, Under-18, Under-19 ed Under-21.

## Statistiche

### Presenze e reti nei club
Statistiche aggiornate al 13 aprile 2025.
| Stagione           | Squadra            | Campionato         | Campionato | Campionato | Coppe nazionali | Coppe nazionali | Coppe nazionali | Coppe continentali | Coppe continentali | Coppe continentali | Altre coppe | Altre coppe | Altre coppe | Totale | Totale | Totale |
| Stagione           | Squadra            | Comp               | Pres       | Reti       | Comp            | Pres            | Reti            | Comp               | Pres               | Reti               | Comp        | Pres        | Reti        | Pres   | Reti   |        |
| ------------------ | ------------------ | ------------------ | ---------- | ---------- | --------------- | --------------- | --------------- | ------------------ | ------------------ | ------------------ | ----------- | ----------- | ----------- | ------ | ------ | ------ |
| 2020-2021          | Club NXT           | D2                 | 10         | 1          |                 | -               | -               |                    | -                  | -                  |             | -           | -           | 10     | 1      |        |
| 2022-2023          | Club NXT           | D2                 | 26         | 9          |                 | -               | -               |                    | -                  | -                  |             | -           | -           | 26     | 9      |        |
| 2023-2024          | Club NXT           | D2                 | 12         | 6          |                 | -               | -               |                    | -                  | -                  |             | -           | -           | 12     | 6      |        |
| 2024-2025          | Club NXT           | D2                 | 2          | 1          |                 | -               | -               |                    | -                  | -                  |             | -           | -           | 2      | 1      |        |
| Totale Club NXT    | Totale Club NXT    | Totale Club NXT    | 50         | 17         |                 | -               | -               |                    | -                  | -                  |             | -           | -           | 50     | 17     |        |
| 2022-2023          | Club Bruges        | D1                 | 10         | 0          | CB              | 0               | 0               |                    | -                  | -                  |             | -           | -           | 10     | 0      |        |
| 2023-gen. 2024     | Club Bruges        | D1                 | 1          | 0          | CB              | 0               | 0               | UECL               | 2                  | 0                  |             | -           | -           | 3      | 0      |        |
| gen.-giu. 2024     | Westerlo           | D1                 | 12         | 3          | CB              | 0               | 0               |                    | -                  | -                  |             | -           | -           | 12     | 3      |        |
| 2024-2025          | Club Bruges        | D1                 | 23         | 4          | CB              | 3               | 0               | UCL                | 5                  | 0                  | SB          | 1           | 0           | 32     | 4      |        |
| Totale Club Bruges | Totale Club Bruges | Totale Club Bruges | 34         | 4          |                 | 3               | 0               |                    | 5                  | 0                  |             | 1           | 0           | 43     | 4      |        |
| Totale carriera    | Totale carriera    | Totale carriera    | 96         | 24         |                 | 3               | 0               |                    | 7                  | 0                  |             | 1           | 0           | 107    | 24     |        |

## Palmarès

### Club

#### Competizioni nazionali
- Campionato belga: 1

Club Bruges: 2023-2024
- Coppa del Belgio: 1

Club Bruges: 2024-2025
- Supercoppa del Belgio: 1

Club Bruges: 2025